# Atlas Médici-Laurenciano

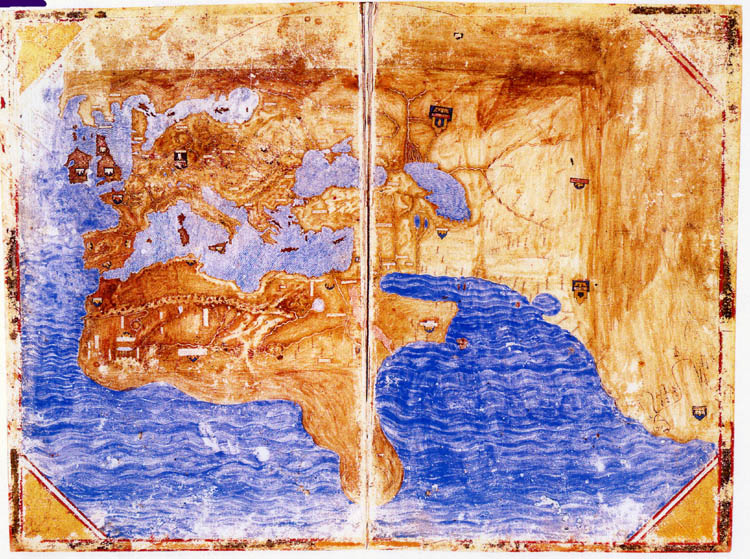
Mapa del mundo del atlas Médici-Laurentiano, de 1351 d. C.

El Atlas Médico-Laurenciano, también conocido simplemente como el Atlas de los Médici (y otras variantes, como por ejemplo "Laurenziano Gaddiano", "Laurentian Portolano", "Atlante Mediceo" o "Atlas  Laurenciano"), es un conjunto anónimo de mapas del siglo XIV d. C. probablemente elaborados por un cartógrafo genovés y datados explícitamente en 1351 d. C., aunque la mayoría de los historiadores creen que fueron realizados, o al menos retocados, más tarde. Actualmente, el atlas se conserva en la Biblioteca Medicea  Laurenciana de Florencia, Italia.

## Antecedentes
El autor del atlas Medici-Laurenciano es desconocido. Sin embargo se cree que proviene de la región de la Liguria, que en aquellos tiempos, probablemente, pertenecía a la República de Génova, y podría haberse realizado para un propietario florentino. El atlas es fechado explícitamente en el año 1351 d. C. (según su calendario astronómico), pero los estudiosos creen que es más probable que fuera compuesto hacia el 1370 d. C., posiblemente a partir de material anterior, y que probablemente fue modificado más tarde con enmiendas hasta 1425-50.
Una datación de 1370 lo situaría entre el mapa de los hermanos Pizzigani, de 1367, y el Atlas catalán de los Cresques, de 1375. Estos dos mapas comparten elementos coincidentes con el mapa Medici-Laurenciano, pero todavía no se sabe si éste los precedió o si es posterior. El mapa Medici-Laurenciano también es contemporáneo del Libro del Conoscimiento, un diario de viaje con rasgos fantásticos de autor desconocido, que se cree que fue escrito entre los años 1350 y 1399, con el que también comparte rasgos geográficos significativos. Es posible que el autor de este libro haya inspirado al atlas Medici-Laurenciano o haya sido inspirado por él.
Actualmente, el atlas Medici-Laurenciano corre a cargo de la Biblioteca Medicea Laurenziana de Florencia, Italia (Gaddi. Rel. 9).         

## Características
El atlas Medici-Laurenciano está formado por ocho hojas. La primera hoja es un calendario astronómico, la segunda hoja contiene un mapa del mundo bastante inusual, la tercera, cuarta y quinta hojas componen una carta portulana típica del siglo XIV (que muestra Europa, el norte de África, el Mediterráneo y el mar Negro), la sexta, la séptima y la octava láminas son cartas especializadas del mar Egeo, el mar Adriático y el mar Caspio.

### Mapa del Mundo
La segunda hoja, la del mapa del mundo, es la que más ha llamado la atención. Si la fecha original de 1351 es cierta, sería el primer mapa conocido que incorpora las informaciones de los viajes de Marco Polo y de Ibn Batuta. El mapa nos muestra Asia hasta la India, indicando lugares como el sultanato de Delhi y otros con una precisión razonable. El atlas también muestra el Caspio como un mar cerrado, hecho inusual en los mapas de aquellos tiempos.
Entre las características más sorprendentes de este mapa encontramos una curiosa representación reconocible de la forma del continente de África casi un siglo antes de la era de los descubrimientos de Portugal. Efectivamente, mucho antes de que los exploradores europeos nos confirmaran la forma del continente, el atlas de los Médici ya nos muestra la curva del golfo de Guinea y nos indica que África tiene un extremo meridional, es decir, que los océanos Atlántico e Índico están conectados entre sí bajo el continente africano.
Esta representación tan exacta de África ha dado lugar a teorías especulativas sobre la veracidad del mapa, sobre la navegación antigua y sobre los viajes secretos. Sin embargo, quizás la explicación de todo ello sea más mundana. Una posible fuente de inspiración de la "curva de Guinea" dibujada en el mapa podría ser la leyenda del Sinus Aethiopicus que nos habla sobre el rumor de un golfo que se encontraba en algún lugar al sur del cabo Bojador y que se creía que penetraba profundamente en el continente africano. Este golfo se describe en el diario de viaje fantasioso del Libro del Conoscimiento , posiblemente ya desdel año 1350 dC, y se encuentra de nuevo en el mapa de Fray Mauro (1459), mucho antes de que fuera descubierto por los exploradores portugueses. Ciertamente, la idea de que la costa de África Occidental no se extiende directamente hacia el sur sino que toma una curva pronunciada hacia el este podría ser una referencia borrosa en el golfo de Guinea real, pero más probablemente fue sólo una conjetura afortunada. El historiador Russell señala que el príncipe portugués Enrique el Navegante quedó fascinado por la leyenda del Sinus Aethiopicus, dado que hacía posible la perspectiva de una ruta marítima directa por el África occidental hasta el reino cristiano del Preste Juan del Imperio Etíope, evitando las complicaciones de viajar por las tierras musulmanas de Egipto. En el Atlas Médici, la profundidad de la penetración del seno casi llega a Etiopía.
En cuanto a la extensión hacia el sur de la costa de África oriental, poco frecuente en los mapas europeos, probablemente se extrajo de fuentes árabes, que habrían sabido del tráfico comercial por la costa suajili musulmana hasta Sofala. Y por último, la representación en el mapa de la conexión entre los dos océanos bajo Sudáfrica sólo ratifica la antigua suposición, fundamentada en la autoridad bíblica y clásica, que todas las grandes masas de agua del mundo estaban conectadas entre sí. Una África rodeada de agua ya se encuentra en otros mapas del mundo, como por ejemplo el de Pietro Vesconte, de 1320. Además, mucho antes del mapa de los Médici, los hermanos Vivaldi de Génova, en 1291, habían intentado navegar por la costa occidental de África, con el objetivo explícito de intentar encontrar una ruta marítima hacia Asia.
La naturaleza imaginaria de la forma de África en el mapa Médici queda casi demostrada por el hecho de que éste no muestra nombres ni detalles por debajo del cabo Bojador. La gran excepción es el legendario «Río de Oro», el «Nilo occidental» que aparece en las fuentes árabes, es decir, el río Senegal, conectado al río Níger, que fluye por el corazón del Imperio orífero de Malí. Éste es el mismo río Palolus que encontramos en el mapa de los hermanos Pizzigani, de 1367. Así, si optamos por datar el Atlas Médici antes que el de los Pizzigani, éste sería el primer mapa europeo que representa este río tan importante.

### Islas atlánticas
El Atlas Medici-Laurenciano también es importante para la historia de las islas del Atlántico norte. Probablemente es el primer mapa que se beneficia de la expedición cartográfica de 1341 a las islas Canarias, patrocinada por el rey Afonso IV de Portugal y comandada por el florentino Angiolino del Tegghia de Corbizzi y el genovés Nicoloso da Recco. Se dice que la expedición visitó trece islas Canarias, siete mayores y seis menores. El Atlas Médici muestra la mayoría de las principales islas Canarias, excelentemente delineadas, aunque todavía no las llama a todas, mejorando mucho el mapa de Angelino Dulcert, de 1339, que sólo nombra dos.
El Atlas Medici-Laurenciano muestra también, por primera vez, y casi correctamente situado, el archipiélago de Madeira, con sus nombres modernos: Porto sto (Porto Santo), I. de lo Legname (Madeira, legname es el nombre en ligur para designar "madera") e I. dexerta (Las islas desiertas). El archipiélago de Madeira no será descubierto oficialmente por los portugueses hasta la c. 1420. De nuevo nos encontramos en el misterio de un mapa que avanza a los descubridores. Sin embargo, estos nombres podrían haber sido retocados posteriormente, aunque cabe decir que estos mismos nombres ya figuraban en el Libro del Conoscimiento.
Además, el Atlas de los Médici parece también mostrar la localización de las Azores, siendo el primer mapa en hacerlo. Están representadas en el noroeste del grupo de Madeira, alineadas en un eje de norte a sur, en lugar de seguir en diagonal de noroeste a sureste. No todas las islas reciben nombres individuales, sino más bien designadas por grupos. Más al sur está el Insule de Cabrera ("Islas de Cabrera", término que designa dos islas, aparentemente Santa Maria y São Miguel), más al norte se encuentra la que llama, de manera individual, como Insula Brasi ("Isla Brasi"). En cualquier caso, parece referirse a Terceira, pero también podría ser el legendario Brasil (irlandés). Después, justo al oeste de esta isla, se representa otro grupo llamado Insula de Ventura Sive de Columbis ("Islas de Ventura o de las Palomas"), en referencia a tres islas, probablemente São Jorge, Faial y Pico, y más al norte, figura un grupo de dos islas más, llamadas Insula de Corvis Marinis ("Islas de los cormoranes"), en referencia a Corvo y Flores. Curiosamente, sólo falta la isla Graciosa.
Estas islas de las Azores aparecen con estos nombres en dos mapas mallorquines posteriores: el Atlas catalán, de 1375, y el mapa de Guillem Soler, de 1385, con una ordenación más detallada de los grupos. Por ejemplo, la etiqueta "Ventura Sive de Columbis", del Mapa de los Medici, en el mallorquín se divide en tres nombres diferentes: "San Zorzo" (" San Jorge "), Ventura (Faial) y Le Columbis (Pico). Y, por otra parte, la pareja de islas de "Corvis Marinis" en el mapa mallorquín quedan diferenciadas entre Corvis Marinis (Corvo) y Le Conigi ("conejos", Flores). El anónimo autor del Libro del Conoscimiento también proporciona estos nombres, pero desglosando al grupo de Cabrera del sur, que los catalanes de Mallorca parecen haber olvidado, entre las islas de las cabras ("cabras", S. Miguel) y lobo (" lobo", S. Maria).
Ninguna de las islas Azores será descubierta oficialmente hasta casi un siglo después, en los años 1430 y 1440 d. El hecho de que figuren en estos mapas podría ser por su carácter legendario, gracias a las fuentes de origen árabe andaluz (por ejemplo , Al-Idrissí nos habla de una isla atlántica de cabras salvajes (quizás en referencia a la isla "Cabrera") ") y otra de "curvo marino", un pájaro carroñero (quizás los "curvos marinos" de la isla llamada" Corvis Marinis" ). Sin embargo, hay que reconocer que a pesar de su inclinación errónea del eje, las Azores son representadas agrupadas y con una precisión razonable en el Atlas de los Medici. Otra posibilidad es que las Azores hubieran sido descubiertas, o al menos vistas de lejos, por la expedición cartográfica de 1341 a su regreso de las islas Canarias debido a la ejecución de un largo arco de navegación (volta do mar).